# Хакикат
Хакика (араб. حقيقة‎ от хакк — истина (правда, подлинность) — в суфизме финал духовного самосовершенствования, означающий полное освобождение от куфра и ясное умозрение гайба. Хакикат — постижение Божественной истины.
Является одной их трёх частей духовного пути, который состоит также из шариата и тариката. Суфий, достигший хакиката называется «ариф» (познавший).
В суфизме хакикат означает замену человеческих качеств божественными, что не принимается ортодоксальными мусульманами. Ортодоксальные мусульманские богословы не отделяют шариат от хакиката, так как в их понимании шариат регламентирует и духовную и светскую жизнь мусульман. В то же время суфии разделяют шариат и хакикат.
Согласно шейху Зайнулле Расулеву хакикат является третьим из четырёх этапов продвижения ученика к Божественному, означает полное осознание мира и необходим для раскрытия в себе Божественной сущности.